# Opština Vinica
Vinica (makedonsky Виница) je opština ve Východním Regionu v Severní Makedonii. Vinica je také název města, které je cetrem opštiny.

## Geografie
Opština má rozlohu 432.67 km2. Sousedí s:
- opštinami Kočani a Makedonska Kamenica na severu
- opštinou Delčevo na východě
- opštinami Radoviš a Berovo na jihu
- opštinou Zrnovci na západě

## Demografie
Podle posledního sčítání lidu v roce 2021 žije v opštině 16 753 obyvatel. Etnickými skupinami jsou:
- Makedonci - 14 075 (84,01 %)
- Romové - 756 (4,51 %)
- Turci - 233 (1,39 %)
- Valaši - 97 (0,58 %)
- Srbové - 25 (0,15 %)
- Albánci - 14 (0,08 %)
- ostatní a neuvedené - 1 553 (9,28 %)